# Marie Howet
Marie Howet (Libramont, 24 maart 1897 - Rochehaut, 24 maart 1984) was een Belgische (Waalse) expressionistische kunstschilderes.

## Leven
Geboren in een welgestelde Ardense familie (van Ierse afkomst), volgde zij de lessen aan de Middelbare school te Aarlen. Eerst aangetrokken door de muziek, richtte zij zich zeer snel tot de schilderkunst: zij is dan 15 jaar oud.
Zij bezocht de Koninklijke Academie voor Schone Kunsten van Brussel (één jaar als leerlinge van Constant Montald), maar vanwege het uitbreken van de Eerste Wereldoorlog moest zij haar opleiding in Brussel staken. Op de vlucht met haar familie in Frankrijk, ontmoette zij kunstenaars in Parijs en volgde zij de lessen van de Academie voor Schone Kunsten van de Franse hoofdstad. Terug in België, vestigde zij haar atelier in Rochehaut, dicht bij Bouillon (1919-1920). Later had zij er ook een in de Bronstraat (rue de la Source) te Sint-Gillis (Brussel).
Haar eigen stijl kwam pas volledig en snel tot ontwikkeling ver van academische lessen, waarvan zij een afkeer had. Schilderes voor haar plezier, weigerde zij zowel deelname aan gejureerde wedstrijden als een job van academielerares die nochtans haar materieel leven eenvoudiger gemaakt zou hebben.
In 1922, op 25-jarige leeftijd, behaalde Howet, als eerste vrouw, met het werk Devant la maison à Rochehaut (Cultureel Centrum van Libramont) de prestigieuze Prix de Rome, georganiseerd door Jules Destrée, toen Minister van Wetenschappen en Kunst. Die prijs betekende een verplicht verblijf in Italië, waar de kunstenaar zich verlustigde in de antieke kunst en aansluitend vertrok op ontdekkingstocht naar Griekenland. Zij heeft ook haar (schilders)ezel regelmatig geplant in het buitenland: in Griekenland, maar ook in Ierland ("Ziedaar mijn land!"), waar zij dikwijls zou terugkeren (zij stamde uit een familie van Ierse geneesheren die zich in Libramont hadden gevestigd), en in Frankrijk.

## Werk

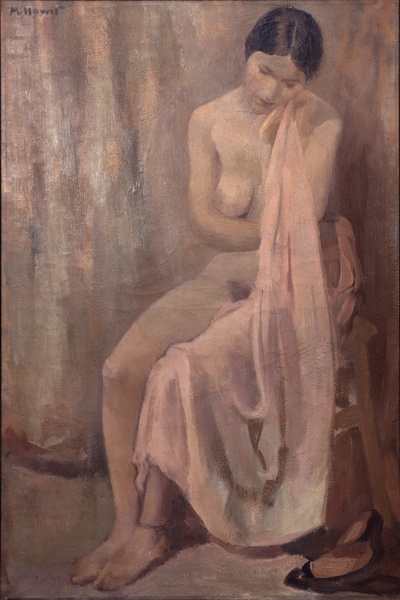
No à l'écharpe rose, Museum voor Schone Kunsten, Doornik

Schilderes ("de schilderkunst is een mengeling van intuïtie en kennis'", zei ze), aquarelliste en tekenares, maakte zij portretten, figuren en landschappen, stillevens en weelderige tuinen, en ook illustraties voor boeken. Haar oeuvre is volkomen origineel, behoort tot geen enkele school (zij weigerde vergelijking met enige stroming), zelfs zo haar stijl verwant lijkt op het fauvisme in de landschappen en interieurs van de Ardennen, een van haar inspiratiebronnen. "Ik heb er nooit aan gedacht een beeld van de Ardennen op te hangen", zei ze. "De Ardennen zijn dienstig voor mijn werk, omdat ik ze met mijn ogen aanschouw. Ik tracht niet te achterhalen of het al dan niet een beeld van de Ardennen is." Op de vraag "Bent U Impressioniste?", antwoordde zij: "Ja, misschien, omdat ik uit dezelfde stijlperiode kom en omdat ik het licht schilder. Niet anders."
In de constanten van haar oeuvre kan men drie kwaliteiten terugvinden: volkomen kennis van de tekening (hoewel dikwijls met de indruk van overhaast werk), studie van het licht en het zoeken naar kleur. Voeg daaraan toe: haar spontaniteit.
Uit haar reizen in Griekenland, Ierland en Frankrijk bracht zij reisnotities mee, overvloedig geïllustreerd met tekeningen en aquarellen (Les chansons d'Evangelia (Griekenland), Cathédrales de France, A la Source d'Ara (Ierland).
Daarnaast publiceerde zij verhalenbundels (Feu de bois, Le Mendiant de Saint-Ange), maar ook de raadgevingen en aanmoedigingen die zij in petto heeft voor de schilders die zij begeleidde (Lettre ouverte à un jeune peintre, Cahier d'Etude, Histoire naturelle d'une peinture).

## Portret van Jeanne Herregodts
In de jaren 50 van de twintigste eeuw, is Marie Howet opgenomen in een Brussels ziekenhuis (Sint-Pieters hospitaal) met nierklachten. Jeanne Herregodts (verpleegster in de afdeling urologie) verzorgde haar. Op een dag vroeg de kunstenares of zij, na haar ontslag uit het ziekenhuis, het portret van de verpleegster zou mogen schilderen. En zo geschiedt. Jeanne Herregodts ging poseren in het atelier van Howet die dan, samen met haar broer dr. François Howet, verbleef te Sint-Gillis (Brussel).
- Bibliothèque nationale de France: cb114484821 (data)
- Gemeinsame Normdatei: 101102534
- International Standard Name Identifier: 0000 0000 8149 4858
- Library of Congress Control Number: no2007116887
- Nationale Bibliotheek van Israël: 987007587987805171
- Nederlandse Thesaurus van Auteursnamen: 153015896
- RKD-Nederlands Instituut voor Kunstgeschiedenis: 40163
- SNAC: w6xt5j91
- Système universitaire de documentation: 085921491
- Union List of Artist Names: 500146922
- Virtual International Authority File: 69289739